# U-6 (tàu ngầm Đức) (1935)
U-6 là một tàu ngầm duyên hải  Lớp Type II được Hải quân Đức Quốc Xã chế tạo trước Chiến tranh Thế giới thứ hai sau khi bãi bỏ những điều khoản của Hiệp ước Versailles vốn cấm Đức sở hữu tàu ngầm. Những tàu ngầm Type II vốn quá nhỏ để có thể tiến hành các chiến dịch cách xa căn cứ nhà, nên U-6 đã đảm nhiệm vai trò tàu huấn luyện tại các trường tàu ngầm Đức. Được huy động do tình trạng thiếu hụt tàu ngầm sau khi xung đột bùng nổ, nó thực hiện hai chuyến tuần tra và hỗ trợ cho Chiến dịch Weserübung nhằm chiếm đóng Na Uy trước khi quay lại vai trò huấn luyện tại khu vực biển Baltic. U-6 ngừng hoạt động tại Gotenhafen vào tháng 8, 1944, rồi bị Liên Xô chiếm tại Stolpmünde vào tháng 3, 1945, và bị đánh chìm vào cuối năm 1945.

## Thiết kế và chế tạo
Tàu ngầm Type II được thiết kế dựa theo kiểu tàu ngầm CV-707, vốn được thiết kế bởi công ty Hà Lan NV Ingenieurskantoor voor Scheepsbouw Den Haag (I.v.S), Chúng có trọng lượng choán nước 254 t (250 tấn Anh) khi nổi và 303 t (298 tấn Anh) khi lặn); tuy nhiên tải trọng tiêu chuẩn được công bố chỉ có 250 tấn Anh (254 t). Chúng có chiều dài chung 40,90 m (134 ft 2 in), lớp vỏ trong chịu áp lực dài 27,80 m (91 ft 2 in), mạn tàu rộng 4,08 m (13 ft 5 in), chiều cao 8,60 m (28 ft 3 in) và mớn nước 3,83 m (12 ft 7 in).
Chúng trang bị hai động cơ diesel MWM RS 127 S 6-xy lanh 4 thì công suất 700 mã lực mét (510 kW; 690 shp) để đi đường trường và hai động cơ/máy phát điện Siemens-Schuckert PG VV 322/36 tổng công suất 360 mã lực mét (260 kW; 360 shp) để lặn, hai trục chân vịt và hai chân vịt đường kính 0,85 m (3 ft). Các con tàu có thể lặn đến độ sâu 80–150 m (260–490 ft). Chúng đạt được tốc độ tối đa 13 kn (24 km/h) trên mặt nước và 6,9 kn (12,8 km/h) khi lặn, với tầm hoạt động tối đa 1.600 nmi (3.000 km) khi đi tốc độ đường trường 8 kn (15 km/h), và 35 nmi (65 km) ở tốc độ 4 kn (7,4 km/h) khi lặn.
Vũ khí trang bị bao gồm ba ống phóng ngư lôi 53,3 cm (21 in) trước mũi, mang theo tổng cộng năm quả ngư lôi hoặc cho đến 12 quả thủy lôi TMA. Một pháo phòng không 2 cm (0,79 in) cũng được trang bị trên boong tàu. Thủy thủ đoàn bao gồm 25 sĩ quan và thủy thủ.
U-6 được đặt hàng vào ngày 2 tháng 2, 1935. Nó được đặt lườn tại xưởng tàu của hãng Deutsche Werke tại Kiel vào ngày 11 tháng 2, 1935, hạ thủy vào ngày 21 tháng 8, 1935 và nhập biên chế cùng Hải quân Đức Quốc Xã vào ngày 7 tháng 9, 1935 dưới quyền chỉ huy của Hạm trưởng, Trung úy Hải quân Ludwig Mathes.

## Lịch sử hoạt động
Do tầm xa hoạt động ngắn, U-6 chỉ đảm nhiệm vai trò tàu huấn luyện tại các trường tàu ngầm Đức trong biển Baltic trước Thế Chiến II. Tuy nhiên, do tình trạng thiếu hụt tàu ngầm, nó được huy động vào nhiệm vụ tác chiến. Vào ngày 31 tháng 8, 1939, trước khi xung đột chính thức diễn ra, nó phát hiện ba tàu khu trục Ba Lan ORP Burza, ORP Błyskawica và ORP Grom đang trên đường di tản sang Anh theo kế hoạch Peking. Không có hành động gây hấn nào được tiến hành.
Sau khi thực hiện được hai chuyến tuần tra trong chiến tranh, rõ ràng là U-6 cùng các chiếc Type II không có khả năng bắt kịp tàu đối phương, cũng như không thể hoạt động cách xa căn cứ nhà để tấn công tàu buôn Đồng Minh trong Đại Tây Dương. Chỉ vào tháng 3, 1940, con tàu được huy động để hỗ trợ cho Chiến dịch Weserübung nhằm chiếm đóng Na Uy, rồi đến ngày 1 tháng 7, 1940, nó được điều về Chi hạm đội U-boat 21 và phục vụ như tàu huấn luyện trong biển Baltic.
Vào mùa Hè năm 1944, do tình trạng thiếu hụt nhiên liệu chung cũng như tàu ngầm Type II gặp nhiều tai nạn chết người, U-6 được cho ngừng hoạt động và xuất biên chế tại Gotenhafen (nay là Gdynia, Ba Lan) vào ngày 7 tháng 8, 1944. Đến đầu năm 1945 nó được kéo đến Stolpmünde (nay là Utska, Ba Lan), nơi con tàu bị lực lượng Liên Xô chiếm giữ vào ngày 9 tháng 3, 1945. Sau khi được Ủy ban Hải quân ba bên thanh tra vào ngày 28 tháng 8, con tàu bị Liên Xô đánh chìm tại cảng Stolpmünde vào cuối năm 1945. Chính quyền Ba Lan đã trục vớt xác tàu vào năm 1950 và tháo dỡ vào năm 1951.